# 잎섬유

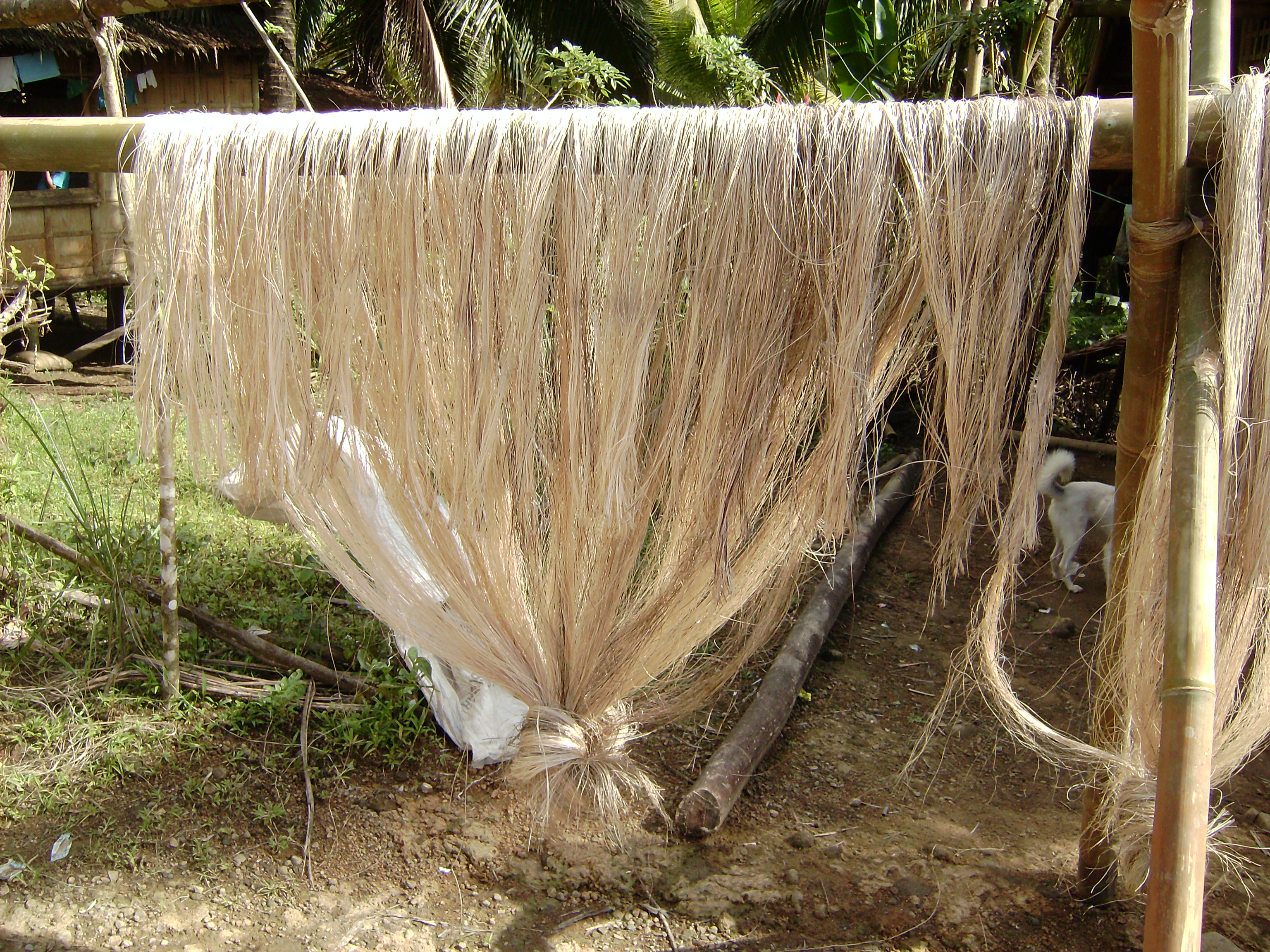
잎섬유로 가공 중인 마닐라삼

잎섬유(-纖維, 영어: Leaf fiber) 또는 엽섬유(葉纖維)는 주로 밧줄의 원재료로 쓰이는 식물성 섬유의 한 종류이다. 식물의 잎으로 만들어지며 여타 식물 섬유군에 비해 리그닌의 함량이 높아 인성(靭性)이 가장 높다. 보통 무척 질기고 딱딱해 옷이나 종이 따위를 묶는 줄을 만드는 데 쓰인다.
잎섬유는 잎의 관다발 속에 존재하기 때문에 체관부·물관부 조직 및 기타 관다발 조직으로 구성된다. 구체적으로는 단자엽 잎에서 발견된다.